# Henryk Leon Strasburger

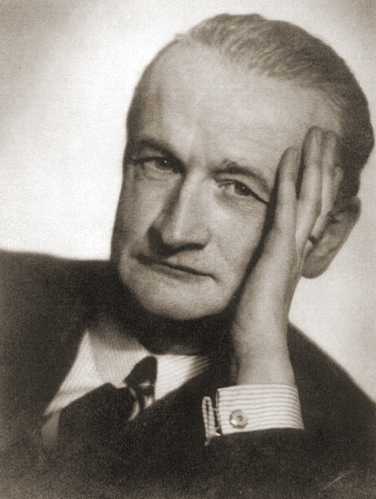
Henryk Leon Strasburger (um 1950)

Henryk Leon Strasburger (* 28. Mai 1887; † 2. Mai 1951 in London) war ein polnischer Politiker und Diplomat. Er war polnischer Generalkommissar in der Freien Stadt Danzig (1924–1932).
Strasburger studierte in Heidelberg und Charkow. 1913 promoviert er. 1920 bis 1923 war er im Industrie- und Handelsministerium und Außenministerium der Zweiten Polnischen Republik tätig. Im Anschluss war er polnischer Vertreter bei der Freien Stadt Danzig und wurde 1932 von Kazimierz Papée abgelöst.
Während des Zweiten Weltkrieges war Strasburger von 1939 bis 1944 Mitglied der polnischen Exilregierung in Großbritannien.

## Familie
Deutscher Name Heinrich Leo Strasburger. Sohn des Julian (Julius) Theophil Strasburger (1847–1916), Direktor der Warschauer Steinkohlengruben-Gesellschaft,  und Julia-Maria Simmler (1859–1927). Im Jahr 1927 Heirat mit Olga Gräfin Dunin (20.4.1902–7.4.1972 † New Canaan, Connecticut, USA).
Sein Onkel war der deutsche Botaniker Eduard Strasburger.